# Eumolpinae

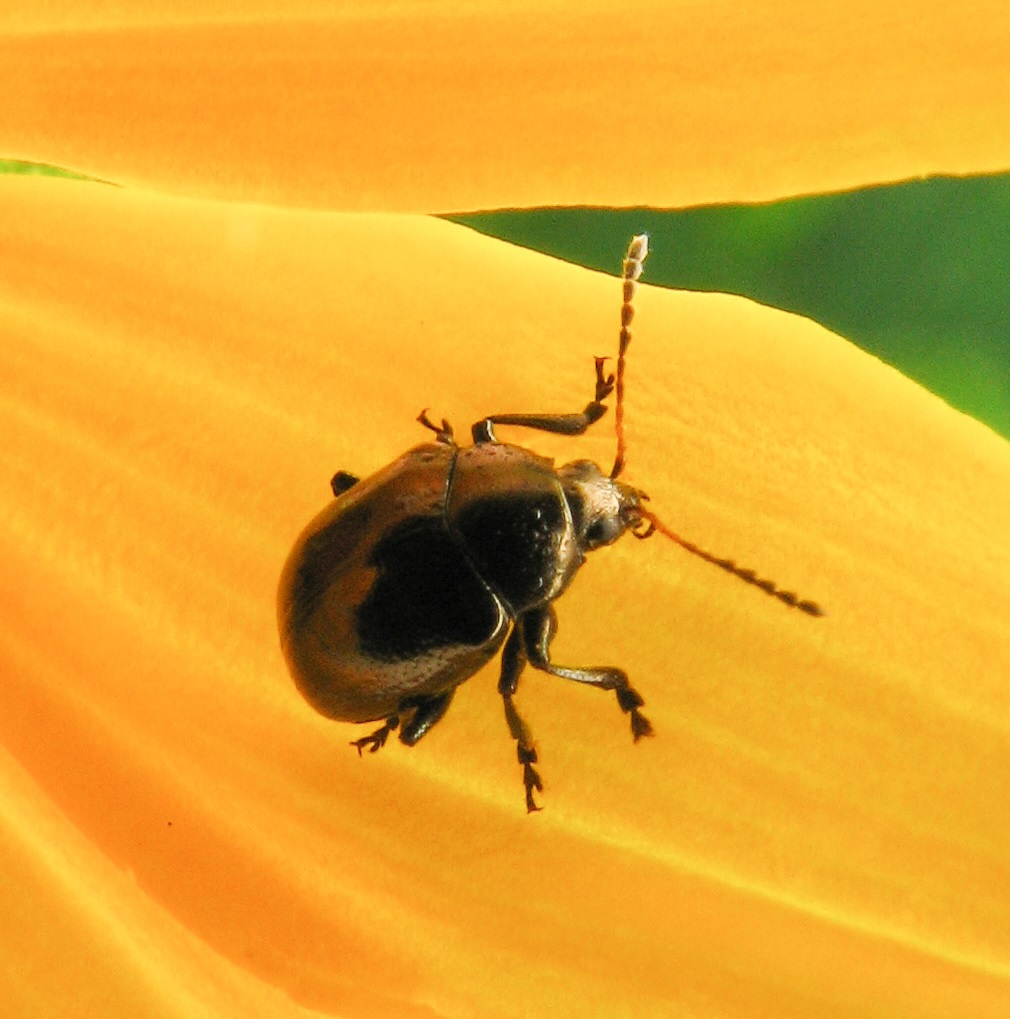
Brachypnoea puncticollis

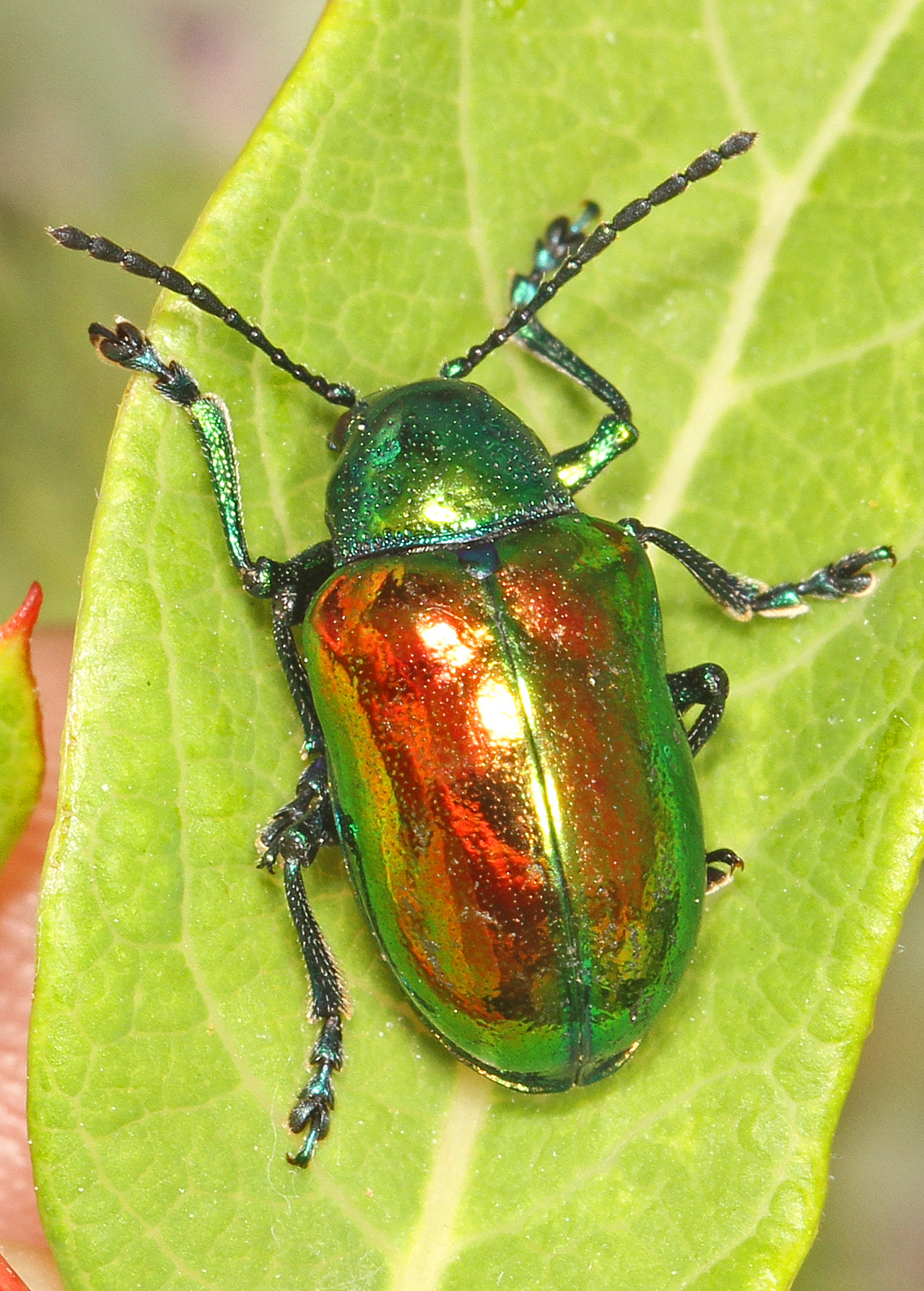
Chrysochus auratus

Los eumolpinos (Eumolpinae) son una subfamilia de coleópteros de la familia Chrysomelidae.

## Algunos géneros
- Bedelia
- Bromius
- Callipta
- Chloropterus
- Chrysochares
- Colaspidea
- Colaspina
- Colaspinella
- Damasus
- Eryxia
- Eumolpus
- Macrocoma
- Malegia
- Pachnephoptrus
- Pachnephorus
- Pales
- Paria
- Prionodera
- Rhodopaea
- Weiselina
- Xanthonia